# Corzano
Corzano (lombardul: Corsà) település Olaszországban, Lombardia régióban, Brescia megyében. Lakosainak száma 1427 fő (2023. január 1.). Corzano Barbariga, Brandico, Dello, Longhena, Pompiano, Trenzano és Comezzano-Cizzago községekkel határos.

## Népesség
A település lakossága az elmúlt években az alábbi módon változott:
| Lakosok száma | 1427 | 1405 | 1427 |
|               | 2017 | 2018 | 2023 |